# Tuğba Kocaağa
Tuğba Kocaağa, geboren als Tuğba Daşdemir (Kayseri, 25 mei 1985), is een Turkse voormalig alpineskiester. Ze nam tweemaal deel aan de Olympische Winterspelen, maar behaalde geen medaille. 

## Carrière
Kocaağa nam nooit deel aan een wereldbekerwedstrijd.
Op de Olympische Winterspelen 2010 in Vancouver was een 56e plaats op de reuzenslalom haar beste resultaat.

## Resultaten

### Wereldkampioenschappen
| Jaar | Plaats                 | Resultaten                  |
| ---- | ---------------------- | --------------------------- |
| 2001 | Sankt Anton am Arlberg | DNF1 Slalom                 |
| 2005 | Bormio                 | 29e Slalom 59e Reuzenslalom |
| 2007 | Åre                    | 43e Slalom 56e Reuzenslalom |
| 2009 | Val d'Isère            | 43e Slalom 52e Reuzenslalom |
| 2011 | Garmisch-Partenkirchen | 45e Slalom 73e Reuzenslalom |

### Olympische Spelen
| Jaar | Plaats    | Resultaten                   |
| ---- | --------- | ---------------------------- |
| 2010 | Vancouver | 56e Reuzenslalom DNF1 Slalom |
| 2014 | Sotsji    | 63e Reuzenslalom 41e Slalom  |